# Potentilla subjuga
Potentilla subjuga är en rosväxtart som beskrevs av Per Axel Rydberg. Potentilla subjuga ingår i Fingerörtssläktet som ingår i familjen rosväxter. Inga underarter finns listade i Catalogue of Life.